# هایدنرود
هایدنرود (به آلمانی: Heidenrod) یک شهر در آلمان است که در راینگاو-تاونوس واقع شده‌است.